# Hemiphyllodactylus engganoensis
Hemiphyllodactylus engganoensis Grismer, Riyanto, Iskandar & Mcguire, 2014 è una specie di geco che vive sull'isola di Enggano, in Indonesia.

## Etimologia
Il suo nome specifico, engganoensis, significa "di Enggano" dal nome dell'isola indonesiana della quale questo rettile è endemico.
Il nome vernacolare in lingua inglese (Pulau Enggano dwarf gecko, ovverosia geco nano dell'isola di Enggano), fa anch'esso riferimento all'isola, ma anche alle dimensioni ridotte della specie. In lingua tedesca (Enggano-Halbblattfingergecko, ovvero geco con le dita a mezza foglia di Enggano) fa riferimento all'isola e alla forma delle dita tipica del genere (Halbblattfinger è la traduzione letterale di Hemiphyllodactilus).

## Descrizione
Hemiphyllodactilus engganoensis è un geco di piccole dimensioni: l'esemplare più grande misurato ha fatto registrare una lunghezza muso-cloaca di 3,73 cm. A differenza di molte specie congenere non presenta strisce postorbitali scure né striature sul corpo; ha invece piccole macchie scure sul dorso ed una macchia postsacrale giallastra con bracci sporgenti anteriormente.
Il corpo è allungato, il colore prevalente è il marrone.

## Biologia

### Comportamento
È una specie ancora poco studiata. Gli esemplari studiati sono stati catturati di notte in zone di foresta caratterizzate dalla presenza di alberi del genere Pandanus, vicino alla spiaggia.

### Riproduzione
Hemiphyllodactylus engganoensis è una specie ovipara.

## Distribuzione e habitat
La specie è endemica dell'isola di Enggano, che si trova al largo della costa sudorientale di Sumatra. Gli esemplari studiati provengono tutti dai dintorni del villaggio di Malakoni, sulla costa nordorientale dell'isola, ed è verosimile che la specie sia limitata alle aree costiere di Enggano, dove la foresta incontra la spiaggia.
È stato avvistato sia sugli alberi (in particolare del genere Pandanus, che risultano essere abbondanti nella locale foresta) che all'interno delle case.

## Conservazione
La specie è relativamente difficile da trovare, ma vive nei pressi di in un villaggio che arreca un disturbo limitato al suo habitat, vicino a una foresta in buono stato di salute; Hemiphyllodactylus engganoensis sembra inoltre tollerare gli attuali livelli di disturbo. Inoltre, pur non essendoci aree protette su Enggano, il divieto di asportare legname ha contribuito a limitare eventi di disturbo. In attesa di ulteriori studi, la specie è classificata come a rischio minimo.

## Tassonomia
La specie è stata descritta per la prima volta da Larry Lee Grismer, Awal Riyanto, Djoko Tjahjono Iskandar e Jimmy A. McGuire nel 2014.